# Оломна (деревня)
Оломна — деревня в Глажевском сельском поселении Киришского района Ленинградской области.

## История
Впервые упоминается в Писцовой книге Водской пятины 1500 года как деревня Оломна на реце на Оломне в Солецком на Волхове погосте Новгородского уезда.
Как село Оломно она обозначена на карте Санкт-Петербургской губернии 1792 года А. М. Вильбрехта.
Деревня Оломна, состоящая из 29 крестьянских дворов, и смежное с ней село Оломна с усадьбой Помещика Кусовникова и ветряной мельницей, упоминаются на карте Санкт-Петербургской губернии Ф. Ф. Шуберта 1834 года.

ОЛОМНА — село принадлежит подполковнику Зеленину, штабс-капитанше Тимофеевой, малолетним Измайловым и полковнице Мизиной, число жителей по ревизии: 127 м. п., 142 ж. п.

В оном: церковь каменная во имя Святого великомученика Георгия (1838 год)

Деревня Оломна из 29 дворов и село Оломно обозначены на «Специальной карте западной части России» Ф. Ф. Шуберта 1844 года.

ОЛОМНА — село разных владельцев по просёлочной дороге, число дворов — 16, число душ — 54 м. п.

ОЛОМНА — деревня господина Скоробогатого по просёлочной дороге, число дворов — 33, число душ — 115 м. п. (1856 год)

ОЛОМНА — село владельческое при реке Оломне, число дворов — 16, число жителей: 75 м. п., 81 ж. п.; Церковь православная. Волостное правление. Станция обывательская.

ОЛОМНА — деревня владельческая при реке Оломне, число дворов — 33, число жителей: 150 м. п., 150 ж. п.; Часовня православная.

ОЛОМНА — мыза владельческая при реке Оломне, число дворов — 1, число жителей: 3 м. п., 2 ж. п.;

ГОРБЫ — мыза владельческая при реке Оломне, число дворов — 1, число жителей: 5 м. п., 2 ж. п. (1862 год)

В 1865 году временнообязанные крестьяне деревни выкупили свои земельные наделы у П. И. Скоробогатова и стали собственниками земли.
В 1869 году временнообязанные крестьяне выкупили свои земельные наделы у В. П. Тромщинской.
Сборник Центрального статистического комитета описывал её так:

ПОГОСТ ОЛОМНА — село бывшее государственное и владельческое при речке Оломне, дворов — 28, жителей — 144; Церковь православная, школа, 4 лавки, постоялый двор. (1885 год)

Согласно материалам по статистике народного хозяйства Новоладожского уезда 1891 года имение при селе Оломна площадью 62 десятины принадлежало местным крестьянам И. Ф. Кочманову и В. Г. Галактионову, имение было приобретено в 1884 году за 700 рублей. Другое имение площадью 400 десятин принадлежало местной крестьянке Н. Н. Волхонской и купцам М. И. и А. И. Кондратьевым, имение было приобретено в 1874 году за 1500 рублей, третье имение принадлежало вдове полковника О. А. Корсаковой, имение было приобретено до 1868 года, площадь не указана. Кроме того Оломно-Сотовская лесная дача принадлежала потомственному почётному гражданину А. И. Заикину, дача была приобретена частями в 1881 и 1882 годах за 43 500 рублей. Мыза Горбы площадью 96 десятин принадлежала наследникам купца М. С. Ильинского, мыза была приобретена до 1868 года.
Согласно епархиальным сведениям 1899 года к приходу Георгиевской церкви в селе Оломна относились деревни: Бабино, Гатика, Гороховец, Дуплево, Наростыня, Находы, Сотово и Шелогино.
В конце XIX — начале XX века село административно относилось к Глажевской волости 5-го земского участка 1-го стана Новоладожского уезда Санкт-Петербургской губернии.
По данным «Памятной книжки Санкт-Петербургской губернии» за 1905 год село Оломна входила в Оломенское сельское общество, 472 десятины земли в селе принадлежали Санкт-Петербургскому купцу Михаилу Ивановичу Кондратьеву, смежное сельцо Оломна входило в Скоробогатовское сельское общество.

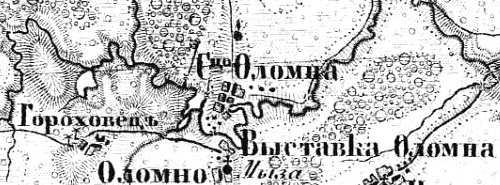
Деревня Оломна на карте 1915 года

Согласно карте Петроградской и Новгородской губерний 1915 года на месте современной деревни находились сельцо Оломна, Выставка Оломна, село Оломно и мыза.
С 1923 по 1924 год село Оломна входило в состав Гатинского сельсовета Глажевской волости Волховского уезда.
С 1924 года в составе Оломенского сельсовета.
Согласно данным переписи населения СССР 1926 года в селе Оломна проживали 125 человек, в деревне Оломна — 469, всего 594 человека — большинство русские, а также татары. 
С 1927 года в составе Андреевского района. В 1927 году население села Оломна составляло 720 человек.
С 1931 года в составе Киришского района.
Согласно карте Ленинградской области Северо-западного аэрогеодезического треста ГГУ издания 1932 года на реке Оломна находились смежные сельцо, хутор и деревня Оломна. Деревня насчитывала 31 крестьянский двор, сельцо — 51 двор. В сельце располагалась водяная мельница, на хуторе — ветряная мельница, в деревне — две ветряных мельницы.
По данным 1933 года село Оломна являлось административным центром Оломенского сельсовета, в который входили 6 населённых пунктов: деревни Бабино, Гатика, Гороховец, Наростыня, село Оломна и выселок Оломна, общей численностью населения 1955 человек.
По данным 1936 года в состав Оломенского сельсовета входили 6 населённых пунктов, 321 хозяйство и 5 колхозов.

План села и сельца Оломна. 1937 год

Согласно топографической карте РККА 1937 года в селе Оломна находились сельсовет, школа и церковь, в сельце Оломна — школа. В едином селении Оломна насчитывалось 126 крестьянских дворов.
Согласно переписи населения СССР 1939 года в селе Оломна проживали 120 мужчин и 126 женщин, всего 246 человек; в сельце Оломна проживали 197 мужчин и 223 женщины, всего 420 человек. Итого: 666 жителей.
С 1963 года в составе Волховского района.
С 1965 года вновь составе Киришского района. В 1965 году население села Оломна составляло 156 человек.
По данным 1966 года деревня Оломна также входила в состав Оломенского сельсовета, административным центром сельсовета являлась деревня Погост.
По данным 1973 года деревня Оломна являлась административным центром Оломенского сельсовета.
По данным 1990 года деревня Оломна входила в состав Глажевского сельсовета.
В 1997 году в деревне Оломна Глажевской волости проживали 53 человека, в 2002 году — 41 (все русские).
В 2007 году в деревне Оломна Глажевского СП проживали 33 человека, в 2010 году — 21.

## География
Деревня расположена в северо-западной части района на автодороге 41К-561 (подъезд к дер. Оломна-2), к северу от автодороги 41К-551 (Подсопье — Гороховец).
Расстояние до административного центра поселения — 16 км. Расстояние до районного центра — 40 км.
Расстояние до ближайшей железнодорожной станции Глажево — 19 км.
Деревня находится на реке Оломна.

## Демография
| 1838 | 1862 | 1885 | 1927 | 1965 | 1997 | 2002 |
| ---- | ---- | ---- | ---- | ---- | ---- | ---- |
| 269  | ↗468 | ↘144 | ↗720 | ↘156 | ↘53  | ↘41  |
| 2007 | 2010 | 2017 |      |      |      |      |
| ↘33  | ↘21  | ↗23  |      |      |      |      |

### Национальный состав
Согласно данным Всероссийской переписи населения 2021 года в деревне проживали 34 человека, из них:
 русские — 15, остальные национальность не указали.